# Zidni tepih
Zidni tepih je vrsta tepiha koja se izrađuje isključivo kao zidni ukras i praktični oblik toplotne izolacije prostorija. 
Zanimljivo je kako su se u Zapadnoj Europi orijentalni ćilimi stavljali na zid ili stol sve do 18. stoljeća, jer su se smatrali previše dragocjenima kako bi se po njima gazilo. Od 14. stoljeću brojni su renesansni slikari na svojim slikama prikazivali tepihe na zidovima kao simbole raskoši, kako bi naglasili neki detalj prizora, ali i kako bi dokazali svoju slikarsku vještinu (npr. Hans Holbein mlađi, Lorenzo Lotto i dr.).
Tepih kao zidna dekoracija je sve popularniji trend koji dolazi s Dalekog istoka, a omiljen je među stilistima zato što predstavlja tajno oružje u procesu kreiranja zanimljivih, toplih i lijepih prostorija u stanu ili kući.

## Rumunjska i Moldavija
U nekim seoskim zajednicama u Rumunjskoj i Moldaviji zidni tepisi su i važan dio mladenkina miraza. Tradicionalna proizvodnja zidnih tepiha u Rumunjskoj i Moldaviji upisana je na popis nematerijalne svjetske baštine 2016. godine.
Različite tehnike bile su potrebne za izradu tepiha s impresivnim motivima. Određeni ornamenti su također pokazivali odakle je koji tkalac. Tehnike su se promijenile iz vertikalnih ili vodoravnih tkalačkih stanova, koje su se izvodile u nekim krajevima, do uskog uzlanja (nit po nit) i drugih oblika tkanja kojega su tkalci mogli raditi od kuće. Ovi tepisi su imali važnu ulogu u životu zajednice, kao što su sprovodi gdje su simbolizirali prolaz duše na drugi svijet. Također su izlagani na međunarodnim izložbama kao simboli nacionalnog identiteta. Danas su zidni tepisi u Rumunjskoj i Moldaviji uglavnom cijenjeni kao umjetnička djela za javne i privatne prostore i izlažu se na gradskim festivalima i ceremonijama.

## Azerbajdžan i Iran
.
U Azerbajdžanu tematski zidni tepisi ili tepih-slike (perzijski: تابلو فرش) imaju drevnu povijest i bogatu tradiciju. Nastali su u južnom gradu Tabrizu u Iranu u 16. stoljeću, kada je u Tabrizu cvala škola minijatura, što je dovelo do procvata drugih vrsta dekorativnih umjetnosti (primijenjenog slikarstva, arhitektonskih ukrasa, nakita i sl.). Isti umjetnici su stvarali skice i crteže za bogate tepihe, posvećene raznovrsnom lovu, ratu, ljubavi i dvorskom životu. Vrlo kvalitetna vuna i fine pređe, kao i visoka gustoća i elegantna podloga su neke od glavnih tehničkih odlika ovih tepiha. Danas je glavno središte slikovnih tepiha grad Sardrud u iranskoj pokrajini Istočni Azarbajdžan gdje se proizvode tepisi s tradicionalnim prizorima, ali i kopije umjetničkih slika.

## Vanjske poveznice
- Ko je Baba Marta i zašto se nose vunene crveno-bele narukvice? Naissus.info 3. ožujka 2018.